# Programa fuerte
El programa fuerte es una variante de la sociología del conocimiento científico particularmente asociado con David Bloor, Barry Barnes, Harry Collins, Donald A. MacKenzie y John Henry. Se le atribuye al programa fuerte una influencia sin precedentes en los Estudios de Ciencia y Tecnología (Latour 1999). La escuela de pensamiento, en gran parte con base en Edimburgo, ha ilustrado como la existencia de una comunidad científica, ligado a la filiación a un paradigma compartido, es un prerrequisito para la actividad científica normal.
El programa fuerte es una reacción contra las sociologías previas de la ciencia, que restringían la aplicación de la sociología a las teorías falsas o fallidas, tales como la frenología. Las teorías fallidas podrían ser explicadas apelando a predisposiciones de los investigadores y las investigadoras, tales como entramados políticos o intereses económicos.  El programa fuerte propuso que ambas, tanto las teorías científicas 'verdaderas' como las 'falsas' deberían ser tratadas de la misma manera, esto es, simétricamente. Ambas son consecuencia de factores y condiciones sociales, tales como el contexto cultural y el propio interés. Todo el conocimiento humano, al ser algo que existe en la cognición humana, debe contener algunos componentes sociales en su proceso de formación.

## Características
Tal y como lo formulara David Bloor en su Conocimiento e Imaginario Social (1976), el programa fuerte tiene cuatro componentes indispensables:
- La causalidad: se refiere a las condiciones (psicológicas, sociales y culturales) que generan un cierto tipo de conocimiento.
- La imparcialidad: rechaza la distinción entre justificación y descubrimiento, ya que explica que el conocimiento que se tiene por verdadero es susceptible de encuadrarse bajo la óptica sociológica, y es construido.
- Simetría: que otorga idénticas claves explicativas a los diferentes estatus o niveles de credibilidad asignados al conocimiento, considera que variables del mismo tipo deben intervenir en la explicación  de las creencias que se asumen como verdaderas como en las que se consideran erróneas.
- Reflexividad: es de carácter complementario a las tres afirmaciones anteriores. La idea de reflexividad afirma que estos cuatro principios metodológicos se ubican en un ámbito contingente y en una perspectiva local determinada.[1]

## Historia
Dado que el programa fuerte se originó en la 'Unidad de Estudios de la Ciencia', de la Universidad de Edimburgo, se la denomina a veces Escuela de Edimburgo. De todas maneras, también existe una Escuela de Bath asociada a Harry Collins que hace propuestas similares. En contraste con la Escuela de Edimburgo, que hace un énfasis mayor en los enfoques históricos, la Escuela de Bath enfatiza los estudios microsociales de los laboratorios y experimentos. En el enfoque de la construcción social de la tecnología desarrollado por el alumno de Collins Trevor Pinch, así como por el sociólogo holandés Wiebe Bijker, el programa fuerte fue ampliado a la tecnología. Hay estudiosas y estudiosos influenciados por la Sociología del Conocimiento Científico trabajando en programas de estudios de ciencia, tecnología y sociedad repartidos por todo el mundo.

## Críticas
En el estudio del conocimiento científico desde un punto de vista sociológico, el programa fuerte ha sido adscrito a una forma de relativismo radical. En otras palabras, se argumenta que - el estudio social de las creencias institucionalizadas sobre la 'verdad' - podría ser poco prudente el usar la 'verdad' como un recurso explicativo. Esto podría incluir la respuesta como parte de la pregunta (Barnes 1992), sin mencionar un enfoque meticulosamente 'optimista' hacia el estudio de la historia — esto es, un enfoque que vea la historia humana como una progresión inevitable hacia la verdad y la iluminación. El relativismo radical ha sido criticado por Alan Sokal como parte de las Guerras de la Ciencia, sobre las bases de que un entendimiento tal llevaría inevitablemente hacia el solipsismo y al postmodernismo. Las estudiosas y estudiosos del programa fuerte insisten en que su enfoque ha sido malentendido por tales críticas y que su adscripción al relativismo radical es estrictamente metodológica.

## Lecturas
- Barnes, B. (1992) ‘Realism, relativism and finitism’ in Raven, D., van Vucht Tijssen, L., de Wolf, J., [eds.] ‘Cognitive Relativism and Social Science’ Transaction, pp. 131-47
- Latour, B. (1999) ‘For Bloor and Beyond - a reply to David Bloor's ‘Anti-Latour’ Studies in History & Philosophy of Science, 30, n. 1, 113-129